# Metropolitanato de Pérgamo y Adramitio

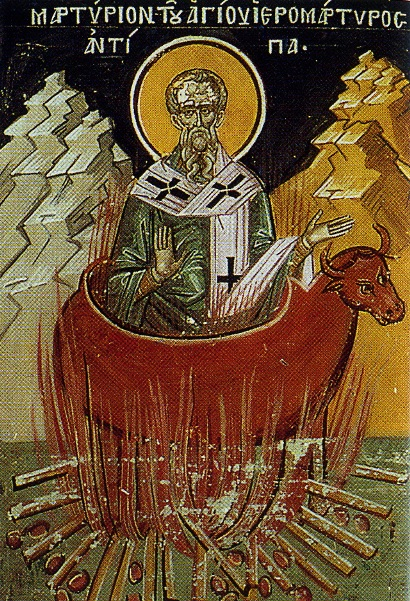
El martirio de san Antipas de Pérgamo.

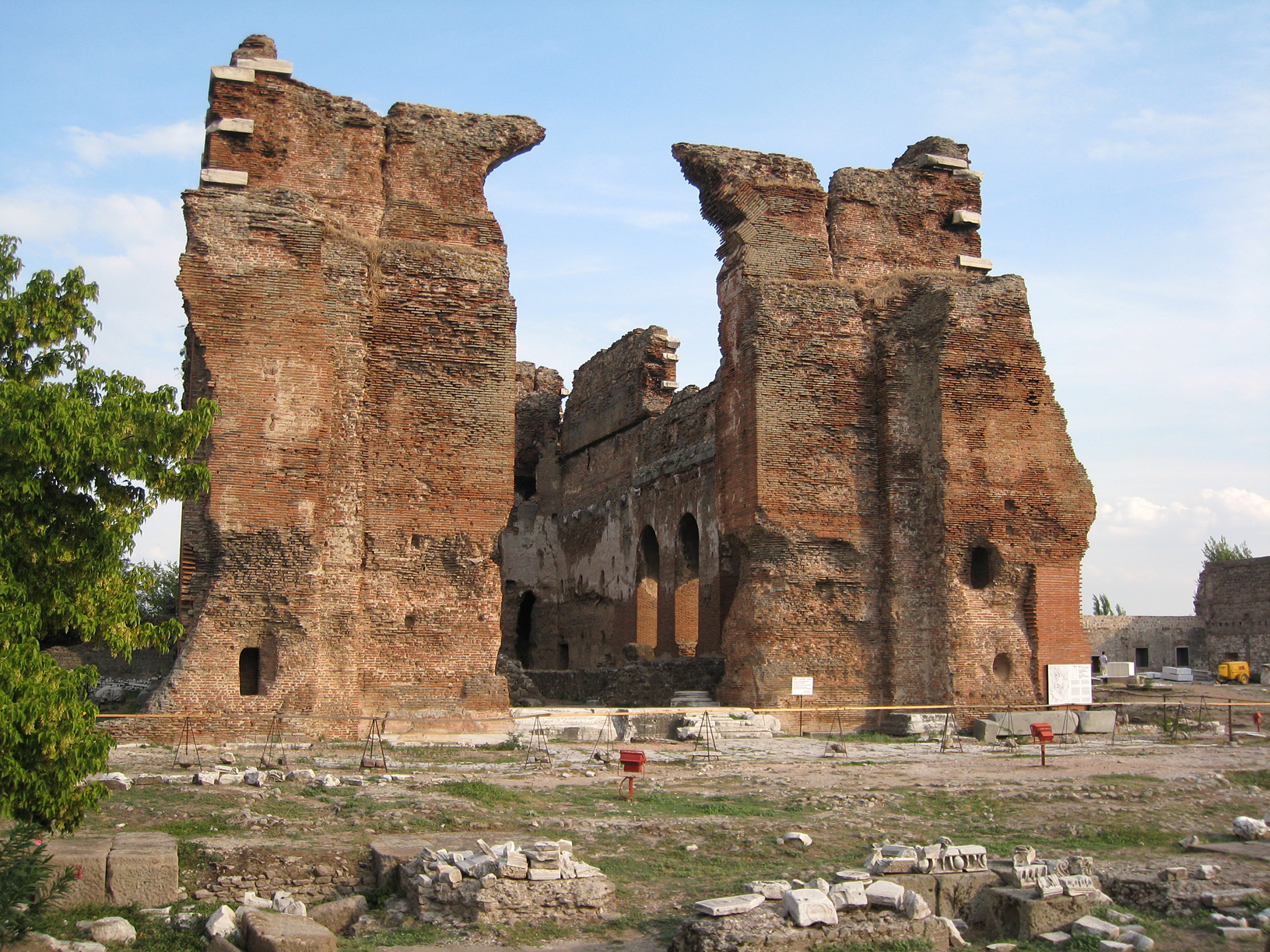
Vista de las ruinas de la Basílica Roja.

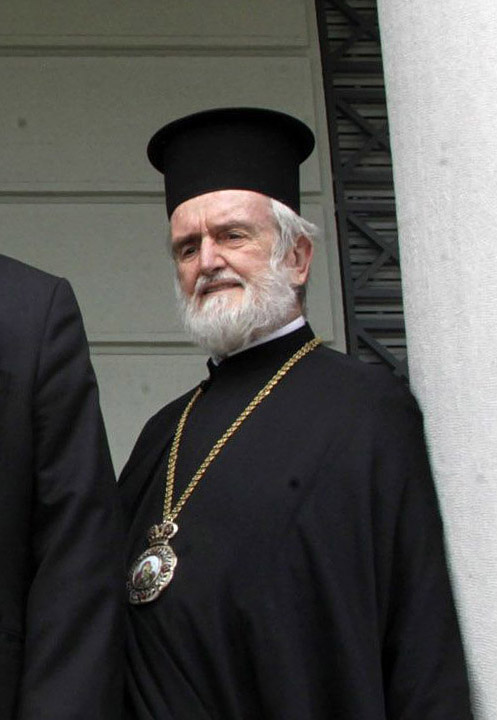
Juan Zizioulas, metropolitano de Pérgamo y Adramitio.

El metropolitanato de Pérgamo y Adramitio (en griego: Ιερά Μητρόπολη Περγάμου και Αδραμυττίου) es una diócesis vacante de la Iglesia ortodoxa perteneciente al patriarcado de Constantinopla, cuya sede estaba en Pérgamo (la actual Bergama) en Turquía. Su titular llevaba el título de metropolitano de Pérgamo y Adramitio, el más honorable ('hipertimos') y exarca del golfo de Adramitio (en griego: Ο Περγάμου και Αδραμυττίου, υπέρτιμος και έξαρχος κόλπου Αδραμυττηνού). Pérgamo y Adramitio son dos antiguas diócesis de la provincia romana de Asia en la diócesis civil de Asia y en el patriarcado de Constantinopla.

## Territorio
El territorio del metropolitanato se encuentra entre las provincias de Esmirna y Balıkesir. El área del metropolitanato limita al norte con el metropolitanato de Dardanelos y Lámpsaco; al este con los metropolitanatos de Cícico y Éfeso; al sur con el metropolitanato de Éfeso; y al oeste con el mar Egeo y con el metropolitanato de Cidonie.
Además de Bergama y de Edremit (la antigua Adramitio), otras localidades del metropolitanato son: Burhaniye, Dikili y Kınık.

## Historia
Pérgamo fue la sede de una antigua comunidad cristiana, que se remonta a los albores del cristianismo. Según la tradición cristiana, el primer obispo fue san Cayo, elegido por el apóstol Juan como lo demuestra su tercera carta (1-8), y que se quiere identificar con el Gayo mencionado en la Epístola a los romanos (16:23) o con Gayo de Derbe mencionado en los Hechos de los Apóstoles (20.4).
En el libro de Apocalipsis la Iglesia de Pérgamo es una de las Siete Iglesias de Asia a las que se dirige el apóstol Juan, para advertir contra las falsas doctrinas que se extendían allí. Este es un signo de la vitalidad eclesial y teológica de la comunidad de Pérgamo a fines del siglo I. El mismo texto del Apocalipsis menciona a Antipas, recordado por Juan como «mi testigo fiel, que fue muerto entre vosotros, ahí donde habita Satanás» (2:13). En el libro de los Hechos de los Apóstoles (27,2), se dice que el apóstol Pablo de Tarso partió para su último viaje a Italia en un barco desde Adramitio.
El menologio griego en la fecha del 13 de octubre recuerda al mártir Carpo, que murió en el momento de las persecuciones bajo el emperador Decio. Hay varios obispos de Pérgamo conocidos gracias a fuentes literarias y sigilográficas, muchos de ellos participaron en los concilios ecuménicos y otras grandes asambleas de obispos del patriarcado, mientras que otros son conocidos gracias al descubrimiento de sus sellos episcopales. 
Hay varios obispos conocidos de la antigua diócesis de Adramitio. Eladio participó en el Concilio de Éfeso en 431. Según Lequien, Aurelio participó en el sínodo de Constantinopla donde el archimandrita Eutiquio fue sentenciado el 22 de noviembre de 448. Sin embargo, este obispo es desconocido para Sylvain Destephen en su Prosopographie du diocèse d'Asie. Flaviano fue uno de los padres del Concilio de Éfeso II en 449 durante el cual el monje Eutiquio fue rehabilitado y el patriarca Flaviano de Constantinopla condenado. No estuvo presente en el Concilio de Calcedonia en 451, pero en la última sesión estuvo representado por su metropolitano, Esteban de Éfeso, quien firmó las actas para Flaviano a través de Esperio de Pitane. Juliano fue el destinatario de una obra de metropolitano Hipatio de Éfeso (circa 519-540/541), cuya datación es desconocida, en la que se aborda el tema del culto a las imágenes. Por los discursos del logoteta Constantino Acropolite, que vivió entre los siglos XIII y XIV, conocemos la existencia del santo obispo Atanasio, originario de Derkos en Tracia, ordenado obispo de Adramitio con motivo de su viaje a Asia, venerado como santo a su muerte. Se desconoce el período en que vivió Atanasio, algunos frágiles argumentos a silentio presentes en el discurso, a saber, la ausencia de persecuciones paganas, controversias sobre las imágenes y las invasiones árabes, pueden fechar su episcopado entre los siglos IV y VII. Teodoro participó en el Concilio de Constantinopla III de 680, Basilio en el de 787 y Miguel en el concilio antifociano de 869. La sigilografía devolvió los nombres de cinco obispos, Sergio, Jorge, Constantino, un anónimo y Juan, que vivieron entre la primera mitad del siglo XI y mediados del siglo XIII. Los últimos obispos conocidos de Adramitio son Gregorio y Jorge, que participaron en los sínodos convocados por los metropolitanos en Éfeso, respectivamente, en 1167 y 1230; y Atanasio, atestiguado en el siglo XIII. 
El Concilio de Nicea I en 325 aprobó la ya existente organización eclesiástica según la cual el obispo de la capital de una provincia romana (el obispo metropolitano) tenía cierta autoridad sobre los otros obispos de la provincia (sufragáneos), utilizando por primera vez en sus cánones 4 y 6 el nombre metropolitano. Quedó así reconocido el metropolitanato de Éfeso en la provincia romana de Asia, siendo Pérgamo y Adramitio dos de sus diócesis sufragáneas. El canon 6 reconoció las antiguas costumbres de jurisdicción de los obispos de Alejandría, Roma y Antioquía sobre sus provincias, aunque no mencionó a Éfeso, su metropolitano también encabezaba de la misma manera a los obispos de la diócesis civil de Asia como exarca de Asia, entre ellos al de Éfeso. El canon 28 del Concilio de Calcedonia en 451 pasó al patriarca de Constantinopla las prerrogativas del exarca de Asia, por lo que el metropolitanato de Éfeso y sus diócesis sufragáneas pasaron a ser parte del patriarcado.
La diócesis de Pérgamo está documentada en las Notitiae Episcopatuum del patriarcado de Constantinopla hasta el siglo XIV. Adramitio aparece en todas las Notitiae Episcopatuum del patriarcado hasta el siglo XII. Desde el siglo XIII la diócesis de Pérgamo pasó al rango de arquidiócesis autocéfala, documentada en 1250, y luego a sede metropolitana, atestiguada por primera vez en 1304.
La ciudad de Adramitio fue destruida por piratas genoveses en 1197 y fue reconstruida en otra ubicación. Después de que Pérgamo fue ocupada primero por los turcos selyúcidas en 1310 y luego por los otomanos en 1341, la metrópolis fue degradada al rango de diócesis simple en 1387, pasando lo mismo con Adramitio. Cuando Tamerlán destruyó la ciudad de Pérgamo en 1402, las diócesis de Pérgamo y de Adramitio fueron efectivamente suprimidas y sus territorios anexados al metropolitanato de Éfeso.
Bergama fue ocupada por el ejército griego el 30 de mayo y Adramitio el 19 de junio de 1919. El 19 de febrero de 1922 el patriarca de Constantinopla restableció las sedes de Pérgamo y de Adramitio, unidas con el nombre de metrópolis de Pérgamo y Adramitio. El primer y único obispo propietario de esta sede fue Alejandro Dilanas (1922-1924). De hecho, debido a la guerra greco-turca (1919-1922) y al intercambio de poblaciones entre Grecia y Turquía impuesto por el Tratado de Lausana de 1923, no hubo más cristianos ortodoxos en el territorio de la sede metropolitana y, de hecho, la sede dejó de estar activa.

## Cronología de los obispos

### Obispos de Pérgamo
- San Cayo † (siglo I)
- San Antipas † (siglo I)
- Teodoto † (mitad del siglo II)
- San Carpo? † (mitad del siglo III)
- Eusebio † (antes de 341?-después de 343)[17]
- Draconcio † (mencionado en 360)[18]
- Barlameno † (mencionado en 363)[19]
- Felipe † (mencionado en 431)[20]
- Eutropio † (antes de 449-después de 451)[21]
  - Juan † (segunda mitad del siglo VI) (obispo monofisita)[22]
- Amancio? † (siglo VI/siglo VII)[23]
- Teodoro † (mencionado en 680)
- Jorge † (siglo VII-siglo VIII)[24]
- Basilio † (mencionado en 787)[8]
- Metodio † (mencionado en 879)
- Jorge I † (siglo IX-siglo X)[24]
- Andrés † (siglo IX-siglo X)[24]
- Fotos † (siglo X)[24]
- León † (siglo X-siglo XI)[24]
- Constantino † (mencionado en 1167)[25]
- Jorge II † (mencionado en 1256)[15]
- Arsenio † (circa 1303/1316)[15]

### Obispos de Adramitio
- Eladio † (mencionado en 431) (participó en el Concilio de Éfeso)
- Aurelio? † (mencionado en 448)
- Flaviano † (antes de agosto de 449-después de 451)
- Juliano † (circa 519-540/541)
- Atanasio † (entre el siglo IV y el siglo VII)
- Teodoro † (mencionado en 680)
- Basilio † (mencionado en 787)
- Miguel † (mencionado en 869)
- Sergio † (inicios del siglo XI)[26]
- Jorge † (mitad del siglo XI)[27]
- Constantino † (mitad del siglo XI)[28]
- Anonimo † (siglo XI-siglo XII)[29]
- Juan † (segunda mitad del siglo XIII)[30]
- Gregorio † (mencionado en 1167)
- Jorge † (mencionado en 1230)
- Atanasio † (siglo XIII)

### Obispos de Pérgamo y Adramitio
- Alejandro (Dilanas) † (19 de febrero de 1922-9 de octubre de 1924) (trasladado al metropolitanato de Zichna)
  - Sede vacante (1924—1943)
- Adamantio (Casapidis) † (9 de octubre de 1943—25 de noviembre de 1958 falleció) (metropolitano titular)
  - Sede vacante (1958—1986)
- Juan (Zizioulas) (22 de junio de 1986 — 2 de febrero de 2023 (Metropolitano De Pérgamo)